# Pomacanthus paru
Pomacanthus paru là một loài cá biển thuộc chi Pomacanthus trong họ Cá bướm gai. Loài này được mô tả lần đầu tiên vào năm 1787.

## Từ nguyên
Từ định danh của loài bắt nguồn từ tên thông thường trong tiếng Bồ Đào Nha của loài cá này.

## Phạm vi phân bố và môi trường sống
P. paru có phạm vi phân bố rộng rãi ở Tây Đại Tây Dương. Từ bang New York, loài này được ghi nhận dọc theo bờ biển Đông Hoa Kỳ, trải dài trên khắp vịnh México và biển Caribe, về phía nam đến bờ biển phía nam Brasil, bao gồm quần đảo São Pedro và São Paulo, Saint Helena và đảo Ascension ở Trung Đại Tây Dương. P. paru cũng đã được biết đến ở Bermuda và ngoài khơi Tây Phi vì một vài cá thể lang thang đã được nhìn thấy tại đó.
P. paru sống tập trung gần các rạn san hô và mỏm đá ngầm ở độ sâu đến ít nhất là 100 m.

## Mô tả
P. paru có chiều dài cơ thể tối đa được biết đến là 45 cm. Loài này có thân dẹt, hình bầu dục màu xám đen với lớp vảy trên thân được viền màu vàng kim. Phần mõm có màu trắng. Đốm vàng trên gốc vây ngực và xung quanh mắt. Vây hậu môn và vây lưng có thể phát triển các tia vây dài vượt qua vây đuôi Cá con có màu đen sẫm với các dải sọc màu vàng tươi: dải thứ nhất bao quanh mõm và dải cuối nằm trên cuống đuôi, ba dải giữa nằm cách nhau ở hai bên thân (giống với cá con của Pomacanthus arcuatus).
Số gai vây lưng: 10; Số tia vây ở vây lưng: 29–31; Số gai vây hậu môn: 3; Số tia vây ở vây hậu môn: 22–24.

## Sinh thái

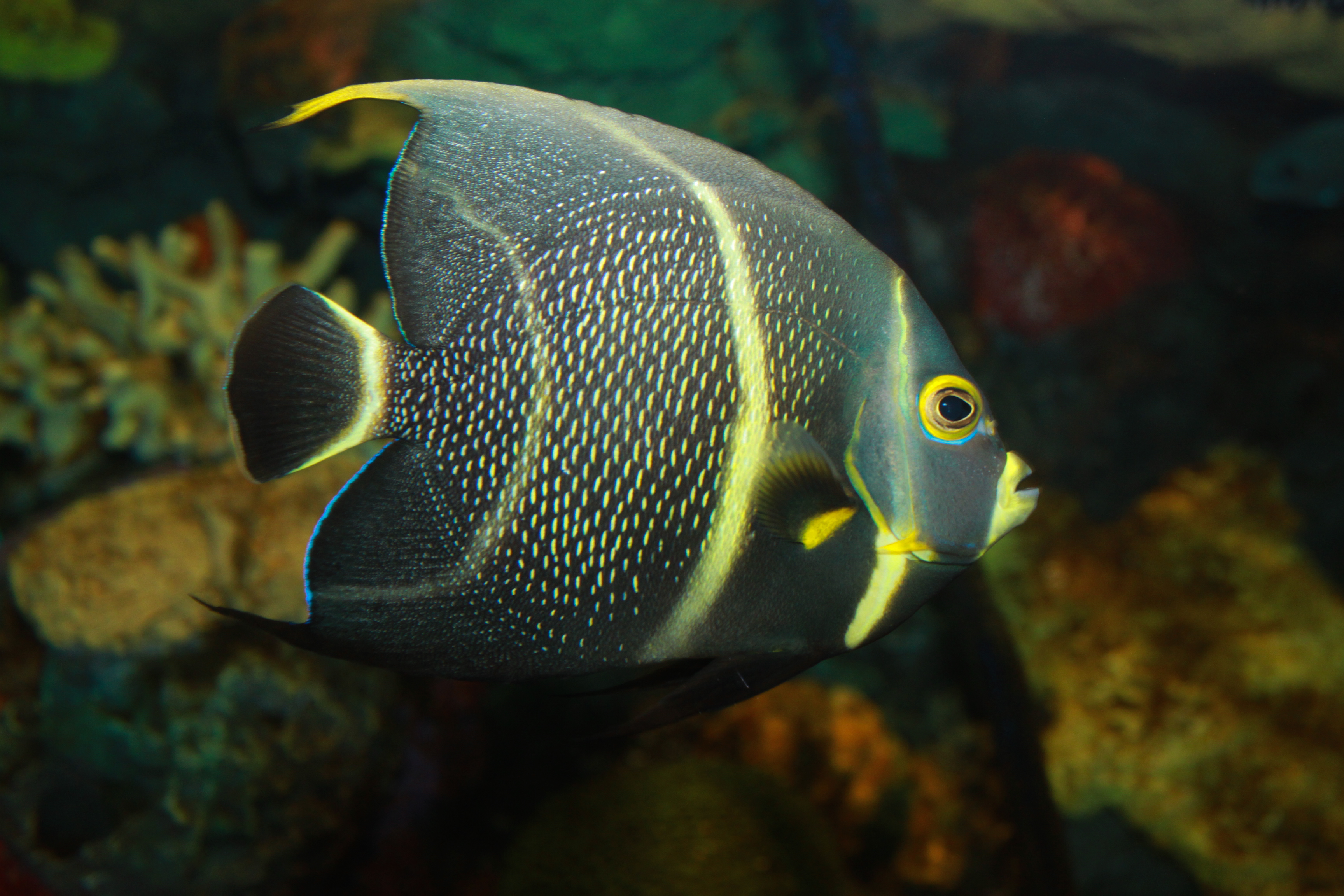
Cá gần trưởng thành (để ý các sọc vàng vẫn còn trên thân)

### Thức ăn
Thức ăn chủ yếu của P. paru là hải miên (bọt biển), nhưng chúng cũng bổ sung cả tảo và nhiều loài thủy sinh không xương sống khác (như động vật hình rêu, san hô mềm và hải tiêu) vào chế độ ăn của mình. Cá con còn ăn những giáp xác ký sinh mà chúng làm vệ sinh từ những loài cá khác.

### Sinh trưởng
P. paru có thể sống thọ đến hơn 27 năm tuổi. Ở giai đoạn sinh sản, số lượng cá cái có xu hướng nhiều hơn cá đực, cho thấy rằng cá cái có thể dễ bị mắc lưới hơn trong giai đoạn này. Cá cái thuần thục sinh dục khi đạt chiều dài khoảng 15–25 cm, đối với cá đực là 25–35 cm.

### Sinh sản
P. paru sống theo chế độ một vợ một chồng. Các cặp đôi có tính lãnh thổ cao, và cả hai thường bảo vệ mạnh mẽ khu vực lãnh thổ của mình trước các cặp hàng xóm.
Thời điểm sinh sản diễn ra từ tháng 4 và kéo dài đến tháng 9. Chúng đã được quan sát là tập trung trên các mỏm đá ngầm ở vùng nước sâu từ sáng sớm. Những cặp P. paru sẽ thực hiện màn tán tỉnh bằng cách rượt đuổi nhau trong thời gian ngắn. Nếu những cá thể đơn độc đến gần các cặp đôi, chúng sẽ bị đuổi đi ngay.
Các cặp đôi sau đó bơi chậm dần rồi trồi lên các cột nước, đưa bụng lại gần nhau và bắt đầu phóng trứng và tinh trùng. Trong mỗi đợt sinh sản, khoảng 25.000–75.000 quả trứng được phóng ra. Sau đó, các cặp đôi tách ra và quay trở lại đáy biển, và lặp đi lặp lại hành vi giao phối này nhiều lần.
Trứng có dạng hình cầu, trong suốt, nở khoảng 15–20 giờ sau khi được thụ tinh. Cá bột đạt kích thước khoảng 1,5 cm khi chúng bắt đầu bơi đến định cư trên các rạn san hô.

### Lai tạp
P. paru và P. arcuatus là hai loài bản địa của Tây Đại Tây Dương. Cá thể lai giữa chúng đã được báo cáo bởi Moe (1976), tuy nhiên đó là một cá thể được lai tạo trong môi trường thí nghiệm. Điều này cho thấy rằng, P. paru và P. arcuatus đều có khả năng lai tạp với nhau ở ngoài tự nhiên.

## Thương mại
P. paru là một loài thường được đánh bắt và xuất khẩu trong ngành buôn bán cá cảnh, đặc biệt rất phổ biến ở Brasil. Bên cạnh đó, P. paru còn được xem là một loài hải sản và đã được nhân giống nuôi nhốt thành công.